# Tupamaros
Tupamaros, officiellt Movimiento de Liberación Nacional, MLN, är ett politiskt parti i Uruguay. Det bildades 1963 och verkade under flera decennier som en väpnad organisation i konflikt med Uruguays militärdiktatur. Sedan mitten av 1980-talet har det ombildats till ett politiskt parti, sedan 1989 ingående i vänsterkoalitionen Frente Amplio.  

## Historia

### Etymologi
Namnet Tupamaros kommer ursprungligen från den sista inkahövdingen Túpac Amarus ättling Túpac Amaru II, som ledde ett uppror mot Spanien på 1700-talet. Benämningen tupamaros blev med tiden en pejorativ benämning som den spanska ordningsmakten använde om upprorsmakare, som i fallet med de som kämpade för självständighet i Rio de la Plata-regionen vid tiden för bildandet av den första uruguayanska staten. Den ursprunglige ledaren och medgrundaren av organisationen var fackföreningsledaren Raúl Sendic.

### Tidiga år
Tupamaros var ursprungligen en stadsgerillagrupp, startad 1963 som protest mot Uruguays korrupta styrelse och mot USA:s inblandning i regionen. Den tidiga kampen drevs genom en blandning av idealism, PR-aktioner och stölder – bankrån och stölder från företag, i syfte att fördela mat och andra förnödenheter till fattiga. 
Rörelsen ägnade sig från slutet av 1960-talet åt motståndskamp mot regimen – delvis via terrorism. 1968 inleddes en period av mer aggressiva kampinsatser, inklusive stöldräder mot vapenlager, mordbränning, politiska kidnappningar (där de kidnappade hölls fångna i ett hemligt "Folkets fängelse") och mord mot poliser. Man ägnade sig även åt bombattentat mot utländska – särskilt brasilianska och USA:s – intressen i landet. 1971 kidnappade man Storbritanniens ambassadör och höll honom fången under åtta månaders tid.

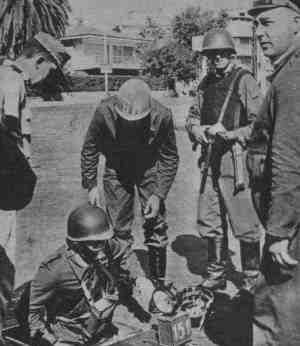
Polisjakt 1969 mot medlemmar av Tupamaros.

Den utomparlamentariska kampen fortsatte fram till 1985. Redan 1973 (i juni det året skedde en militärkupp i Uruguay) hade man dock i praktiken blivit neutraliserat av landets militär, vilken fram till dess dödat cirka 300 Tupamaros-medlemmar och fängslat 3 000 andra.

### Efter demokratiseringen
Efter Uruguays demokratisering på 1980-talet ombildades Tupamaros till ett politiskt parti. Partiet blev legaliserat 1989. José Mujica, Uruguays president 2010–2015, var en av ledarna i Tupamaros under dess tid som stadsgerilla, och han tillbringade 14 år i fängelse för sin aktivism.
1985 återkom det demokratiska styret till Uruguay. Därefter släpptes de flesta av de fängslade Tupamaros-medlemmarna – inklusive Sendic – via en allmän amnesti.
Sedan 1989 ingår MLN i Frente Amplio ('breda fronten'), en politisk vänsterkoalition i Uruguay. Frente Amplio har innehaft regeringsmakten i landet sedan 2005.

## Galleri

Tupamaros klassiska logotyp.
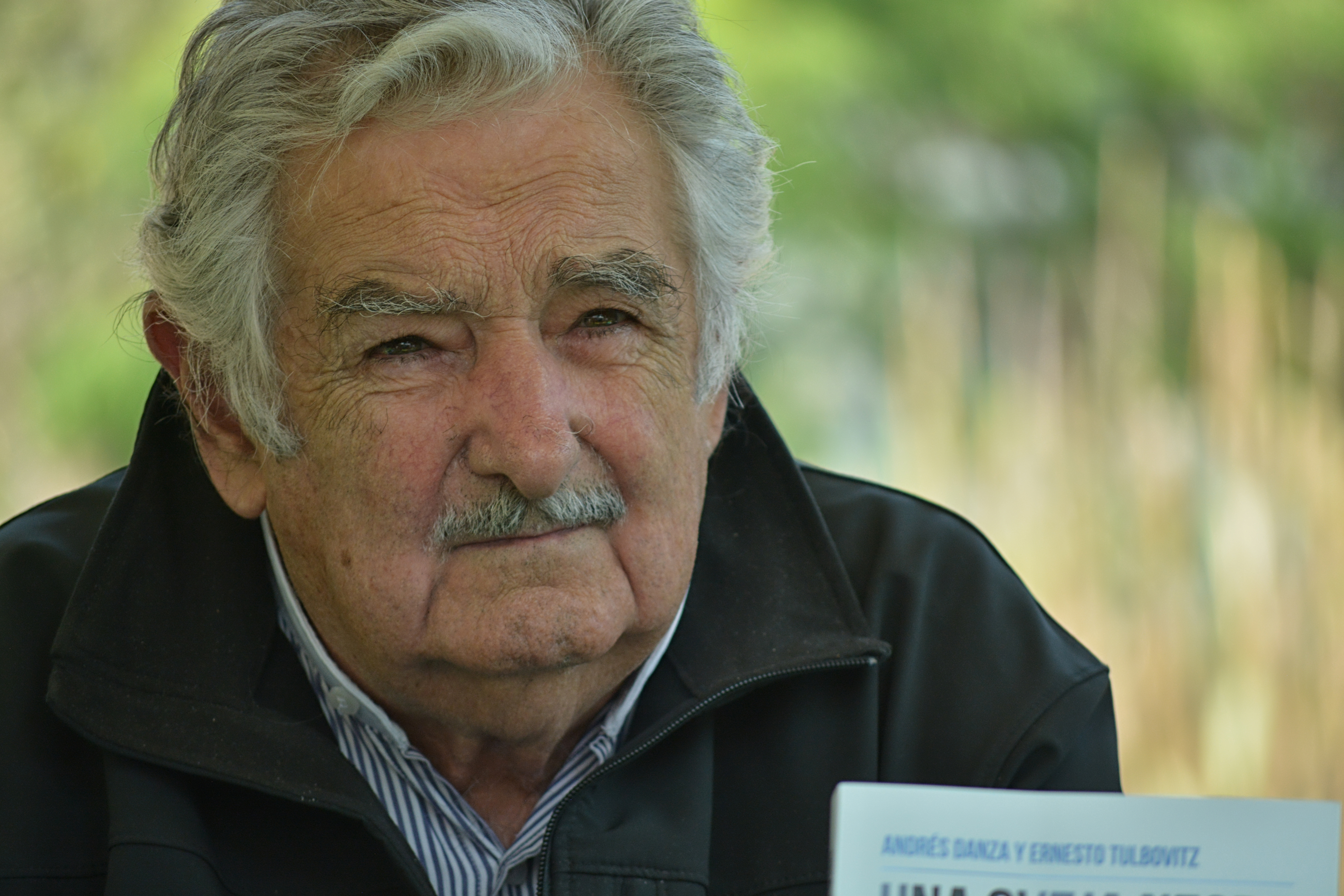
José Mujica, gerillaledare och senare president.
Flaggan för Frente Amplio, koalition med det ombildade MLN.